# Deportivo Universidad Centroamericana
El Deportivo Universidad Centroamericana, també conegut com a UCA, és un club nicaragüenc de futbol de la ciutat de Managua.

## Palmarès
- Lliga nicaragüenca de futbol:[1]
  - 1968, 1975 ,1976, 1977